# Liste der Monuments historiques in Chamblanc
Die Liste der Monuments historiques in Chamblanc führt die Monuments historiques in der französischen Gemeinde Chamblanc auf.

## Liste der Objekte
| Bezeichnung               | Beschreibung                            | Standort                                   | Kennzeichnung | Schutzstatus | Datum | Bild |
| ------------------------- | --------------------------------------- | ------------------------------------------ | ------------- | ------------ | ----- | ---- |
| Skulptur Madonna mit Kind | Marmor, farbig gefasst, 16. Jahrhundert | in der Kirche Nativité-de-la-Vierge (Lage) | PM21000489    | Classé       | 1975  |      |